# 腭齦擠喉擦音
腭龈挤喉擦音是一种辅音，用在某些口语中。国际音标用来表记此音的符号是⟨ʃʼ⟩。

## 特征
腭龈挤喉擦音的特征有：
- 調音方法是摩擦，表示氣流通過位於調音部位的狹窄通道，發生湍流。

- 調音部位是齒齦，即舌尖抵住上齒齦脊調音。
- 發聲類型是清音，意味着發音時聲帶並不顫動。
- 本輔音是口腔輔音（口音），表示調音時空氣只從口裡流出。
- 本輔音為中央輔音，調音時氣流在口腔的中央流過舌面，而不從兩側流過。
- 氣流機制是擠喉音，通過將聲門向上擠壓而將空氣排出。

## 见于
| 语言     | 语言     | 词汇 | 国际音标 | 意义 |
| -------- | -------- | ---- | -------- | ---- |
| 阿迪格语 | 阿迪格语 |      | [pʃʼə]ⓘ  | 十   |

## 更多
- 在PHOIBLE上搜尋含有[ʃʼ]的語言